# Nieuwe Molen (As)

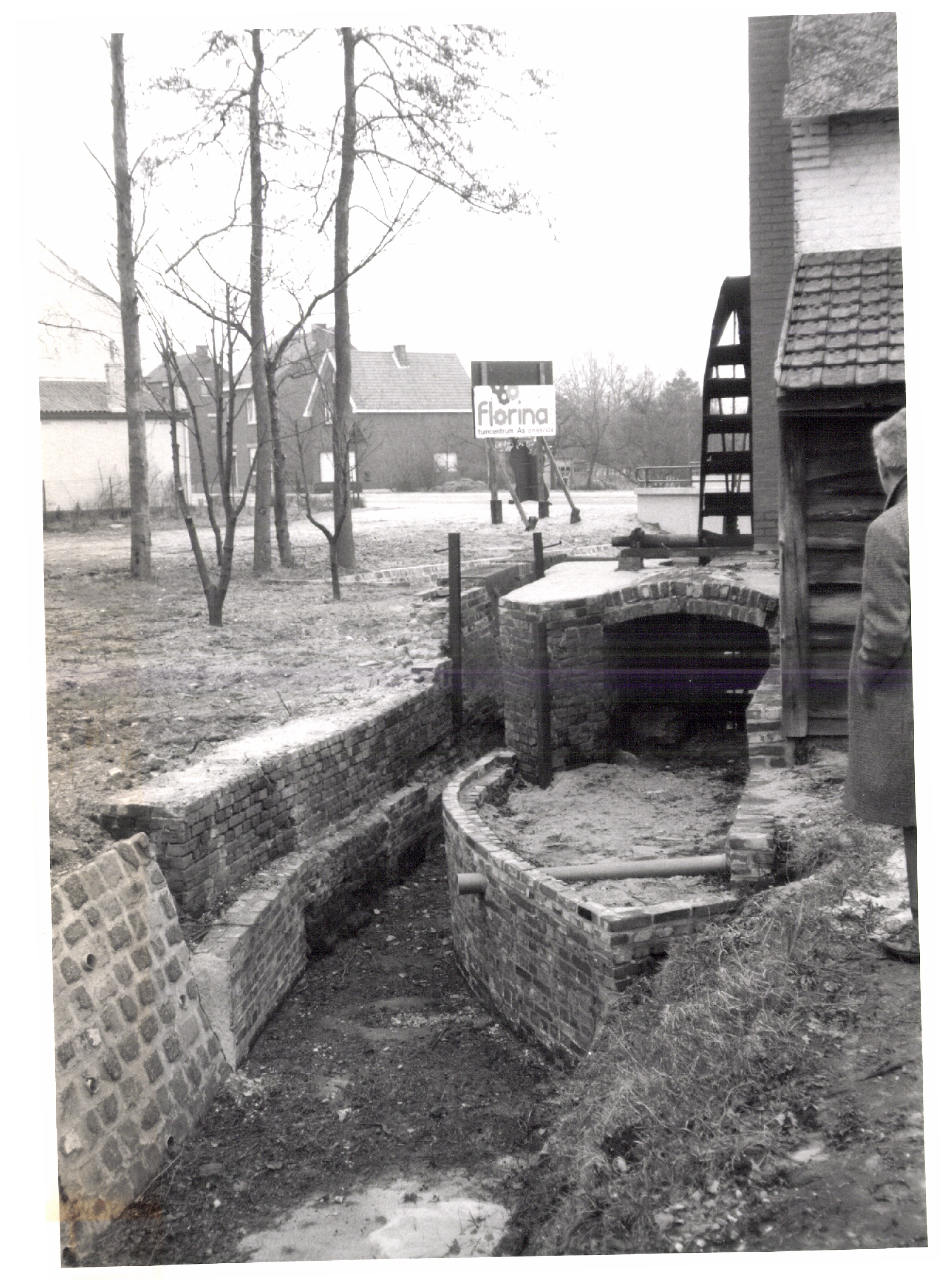
Watermolen 't Mieleke in 1987

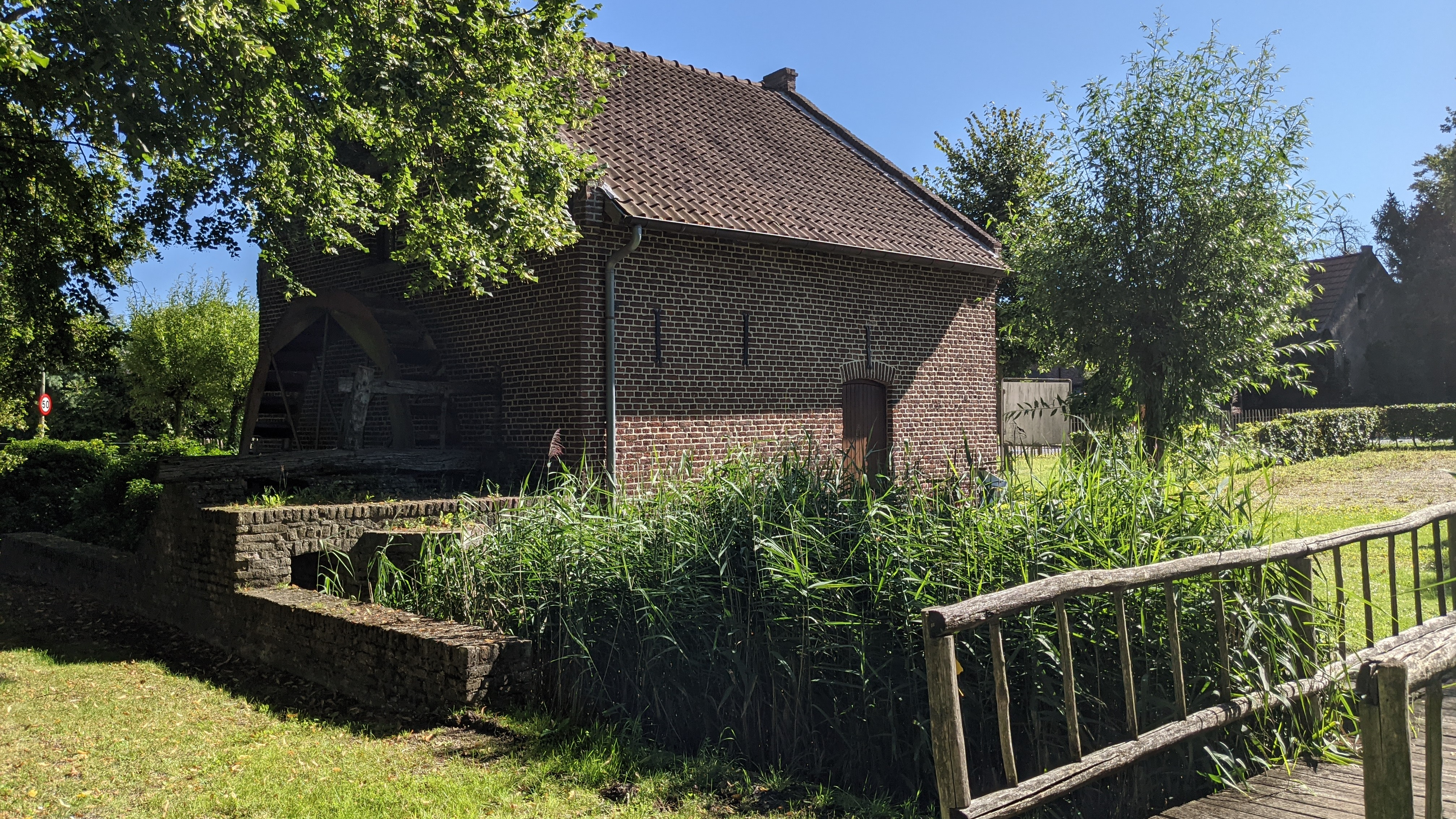
Watermolen 't Mieleke in 2021

De Nieuwe Molen of 't Mieleke is een watermolen op de Bosbeek aan André Dumontlaan 19 te As. Ze fungeerde als korenmolen. Thans is de molen in gebruik als Heemkundig museum 't Mieleke en tentoonstellingsruimte. Ze is in principe maalvaardig, maar de waterstand in de beek is door de mijnverzakkingen tegenwoordig te laag daarvoor.

## Historiek
In het begin van de 18de eeuw had de gemeente As financieel zwaar te lijden van oorlog en doortrekkende troepen. Om de enorme schuldenlast te delgen werd in 1715 een verzoekschrift aan de Prins-bisschop van Luik gericht om een onderslagmolen te bouwen als tweede korenmolen op de Bosbeek. Ondanks protesten van de eigenaar van de Oude Molen kreeg de gemeente de vergunning. De nieuwe molen werd in 1717 gebouwd en in datzelfde jaar nog verpacht ten bedrage van 111 gulden per jaar, oplopend tot 200 gulden in 1724. Pas in 1770 waren de gemeentelijke leningen afbetaald, en kon de opbrengst van de molen gebruikt worden om een kapelaan-onderwijzer een salaris te bezorgen.
Het betrof een klein gebouw, dat enkel het maalwerk en een graanzolder omvatte. In 1879 werd het herbouwd in baksteen. In 1966 werd de molen ingericht als woonhuis. In 1995 werd het gebouw en de maalinrichting beschermd als monument en vervolgens gerestaureerd.

## Galerij

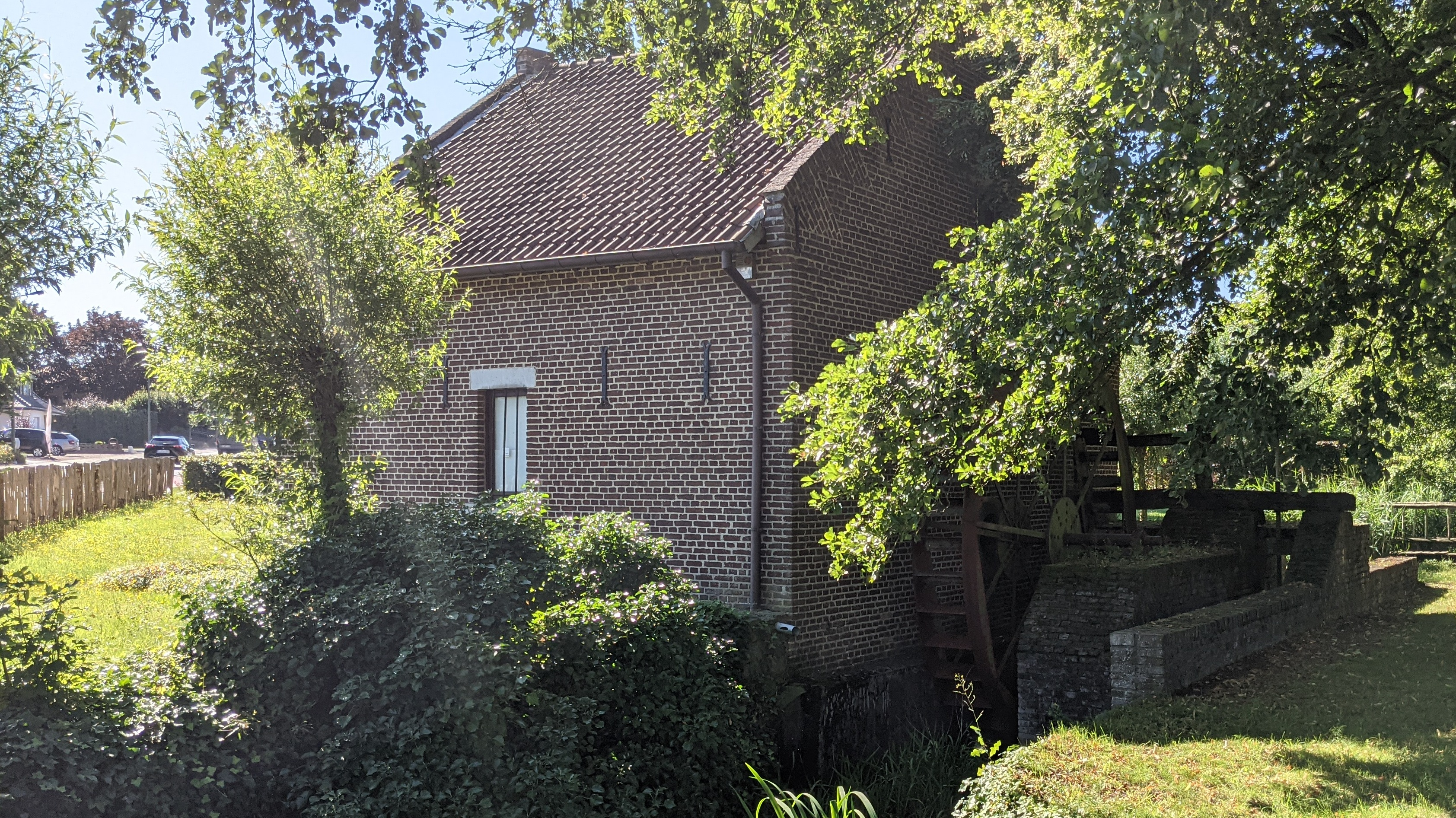
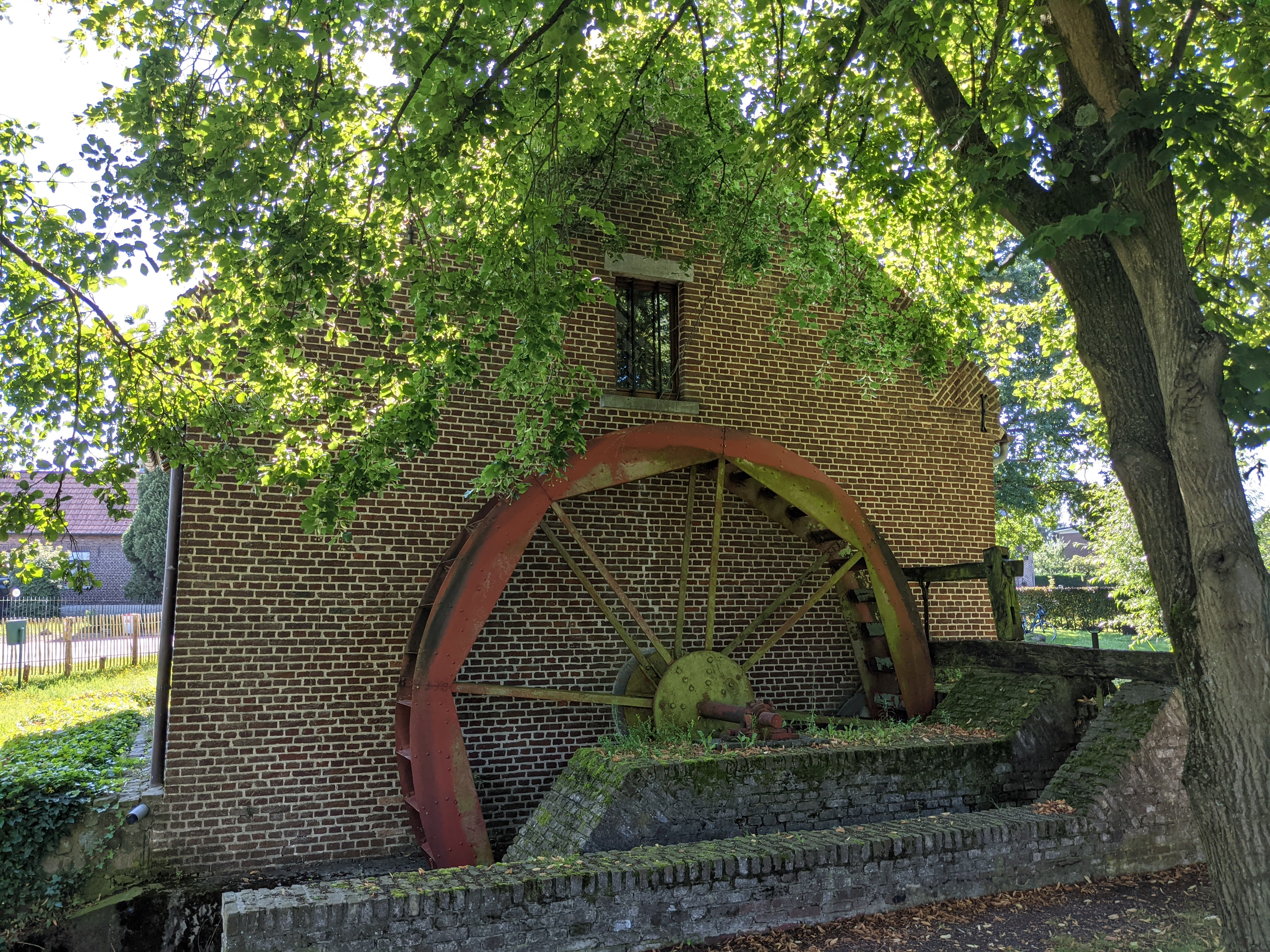

- Inventaris van het Bouwkundig Erfgoed (Vlaanderen): 21393